# Angus-Sanderson
Die Angus-Sanderson Ltd. war ein britischer Automobilhersteller im London-Aerodrome Hendon Middlesex. 1919–1927 wurden dort drei Modelle gebaut.
Der 12 hp besaß einen Vierzylinder-Reihenmotor mit 2.245 cm³ Hubraum und seitlich stehenden Ventilen. Durch Aufbohren von 75 mm auf 76 mm entstand der 14 hp mit 2.304 cm³ Hubraum, der parallel angeboten wurde. Beide Modelle waren auf Großserie ausgelegt, verkauften sich aber nicht besonders gut.
Daher bot man zwischen 1923 und 1926 das kleinere Modell 8 hp mit gleicher Auslegung, aber nur 990 cm³ Hubraum, an. Auch bei diesem erfüllten sich die Hoffnungen der Hersteller nicht.
1928 war die Marke vom Markt verschwunden.

## Modelle
| Modell | Bauzeitraum | Zylinder | Hubraum  | Radstand |
| ------ | ----------- | -------- | -------- | -------- |
| 12 hp  | 1919–1923   | 4 Reihe  | 2245 cm³ | 3150 mm  |
| 14 hp  | 1919–1927   | 4 Reihe  | 2304 cm³ | 3150 mm  |
| 8 hp   | 1923–1926   | 4 Reihe  | 990 cm³  | 2362 mm  |

## Quelle
- David Culshaw & Peter Horrobin: The Complete Catalogue of British Cars 1895–1975. Veloce Publishing plc. Dorchester (1999). ISBN 1-874105-93-6